# Reaktionsved
Reaktionsved bildas av växter med sekundär tillväxt när de utsätts för mekanisk stress, exempelvis när gravitationen drar i en gren, eller någon annan växt börjat luta emot.
Barrträd  bildar tryckved (eller tjurved) på stressens undersida, som försöker räta upp trädet genom att trycka upp det. Lövträd bildar dragved på stressens ovansida i ett försök att dra upp trädet. Både tryckved och dragved skiljer sig kemiskt och morfologiskt från normal ved.